# Шчавница
Шчавница је десна притока Муре у Доњој Штајерској у Словенији. Извире код насеља Згорња Велика у општини Шентиљ и тече кроз насеља Негова Свети Јуриј об Шчавници, Гајшевци и град Љутомер, У Муру се улива код насеља Раскрижја.
Шчавница је дуга 56 km. Висина извора је на 360 метара, а ушћа 175 метара. Висинска разлика износи 185 м. Површина слива је 293 km². Припада црноморском сливу.
46° 31′ N 16° 12′ E / 46.517° С; 16.200° И